# Гронди (Малопольське воєводство)
Гронди (пол. Grądy) — село в Польщі, у гміні Менджехув Домбровського повіту Малопольського воєводства.
Населення — 530 осіб (2011).
У 1975—1998 роках село належало до Тарновського воєводства.

## Географія
У селі річка Жиманка впадає у річку Жабницю.

## Демографія
Демографічна структура станом на 31 березня 2011 року:
|          | Загалом | Допрацездатний вік | Працездатний вік | Постпрацездатний вік |
| -------- | ------- | ------------------ | ---------------- | -------------------- |
| Чоловіки | 269     | 54                 | 184              | 31                   |
| Жінки    | 261     | 52                 | 147              | 62                   |
| Разом    | 530     | 106                | 331              | 93                   |